# Četež pri Turjaku
Četež pri Turjaku – wieś w Słowenii, w gminie Velike Lašče. W 2018 roku liczyła 28 mieszkańców.